# Jaroslav Skobla
Jaroslav Skobla (Praga, 16 aprile 1899 – Teplice nad Bečvou, 22 novembre 1959) è stato un sollevatore cecoslovacco.
È il padre dell'atleta Jiří Skobla.
In rappresentanza della Cecoslovacchia ha vinto due medaglie olimpiche nel sollevamento pesi. In particolare ha conquistato la medaglia d'oro alle Olimpiadi di Los Angeles 1932 nella categoria pesi massimi e precedentemente la medaglia di bronzo alle Olimpiadi di Amsterdam 1928, anche in questo caso nella categoria pesi massimi. Aveva partecipato anche alle Olimpiadi di Parigi del 1924, nella categoria dei massimi leggeri, giungendo ottavo.
Ai campionati mondiali del 1923, svoltisi a Vienna, ha vinto una medaglia d'oro, mentre agli europei di Vienna del 1929 ha conquistato la medaglia di bronzo.